# 天主教赫雷斯德拉弗龍特拉教區
天主教赫雷斯德拉弗龍特拉教區（拉丁語：Assidonensis-Ierezensis）是羅馬天主教一個教區，位於西班牙加的斯省的赫雷斯-德拉弗龍特拉，屬西維爾總教區。
教區於1980年3月3日成立。教區於2007年時有449,914名教友（佔轄區總人口507,331人中88.7%）、73個堂區、158名司鐸、18名執事、124名修士和490名修女。教區主教現時出缺。